# Marc Aaronson
 (janvier 2016).
Si vous disposez d'ouvrages ou d'articles de référence ou si vous connaissez des sites web de qualité traitant du thème abordé ici, merci de compléter l'article en donnant les références utiles à sa vérifiabilité et en les liant à la section « Notes et références ».
Pour les articles homonymes, voir Aaronson.
Marc Aaronson est un astronome américain, né le 24 août 1950 à Los Angeles et mort le 30 avril 1987 à Tucson, Arizona.

## Biographie
Aaronson a fait ses études au California Institute of Technology où il reçut le BSc en 1972. Il obtint ensuite le PhD en 1977 avec une dissertation sur la photométrie proche-infrarouge des galaxies. Il travailla ensuite comme professeur associé d'astronomie à l'université de l'Arizona.
En 1984, Aaronson et Jeremy Mould reçurent le prix Newton Lacy Pierce en astronomie de l'American Astronomical Society.
Il concentra son travail sur trois domaines :
la détermination de la constante de Hubble H0, en utilisant la relation de Tully-Fisher, l'étude des étoiles riches en carbone et la vitesse des étoiles dans des galaxies naines sphéroïdales.
Aaronson est mort lors d'un accident, dans la soirée du 30 avril 1987 dans le dôme du télescope de 4 m Mayall de l'observatoire de Kitt Peak.
L'astéroïde (3277) Aaronson porte son nom, en son honneur.